# Jesse Clegg
 (juillet 2019).
Si vous disposez d'ouvrages ou d'articles de référence ou si vous connaissez des sites web de qualité traitant du thème abordé ici, merci de compléter l'article en donnant les références utiles à sa vérifiabilité et en les liant à la section « Notes et références ».
Pour les articles homonymes, voir Clegg.
Jesse Clegg est un auteur-compositeur-interprète sud-africain, né le 25 juillet 1988 à Johannesburg en Transvaal. C'est le fils de Johnny Clegg (1953-2019).

## Biographie

### Enfance
Jesse Clegg est né le 25 juillet 1988 à Johannesburg. Il est le fils de Johnny et Jenny Clegg. Son père (1953-2019), également musicien et chanteur, connut un succès mondial durant les années 1980.

### Carrière
En 2008, Jesse Clegg sort son premier album When I Wake Up. Le producteur canadien David Bottrill est attiré par sa musique et lui propose de travailler un second album au Metalworks Studios à Mississauga en Ontario : l’auteur-compositeur-interprète aménage à Toronto pour quatre mois.
En 2011, le second album Life on Mars est dans les bacs.
En 2012, le troisième album 
Jesse Clegg Live & Unplugged est dans les bacs.
En 2016, le quatrième album Things Unseen est dans les bacs. En octobre 2020, il sort le single Speed of light.

## Discographie
- When I Wake Up (2008)
- Life on Mars (2011)
- Jesse Clegg Live & Unplugged (2012)
- Things Unseen (2016)